# НХЛ в сезоне 1965/1966

## События
- 25 июня 1965 года. НХЛ объявило о своих намерениях расширить количество команд в лиге.
- 5 декабря 1965 года. Генеральный менеджер «НЙ Рейнджерс» Эмил Фрэнсис уволил старшего тренера команда Рэда Салливана и сам занял его место.
- 3 февраля 1966 года. Форвард «Рэд Уинз» Горди Хоу забросил свою 20 шайбу в чемпионате (в 17 сезон подряд), в матче против «Бостона» 4:2.
- 5 февраля 1966 года. Билл Гэдсби из «Детройта» стал первым хоккеистом в истории лиги, проведшим по 300 или более матчей в составе трех команд. Кроме «Рэд Уинз» он также играл за «Чикаго» и «НЙ Рейнджерс».
- 3 апреля 1966 года. В последнем матче сезона (поражение от «Бостона» 2:4) Бобби Халл (Чикаго) сделал одну передачу, набрав своё 97 очко в сезоне — новый рекорд НХЛ.

## Регулярный сезон

### Обзор
Очередная попытка Бобби Халла пробить рекорд НХЛ в 50 заброшенных шайб наконец-то завершилась успехом. Халл начал сезон с двух «хет-триков» уже на первой недели.
После 11 матчей на его счету было 15 голов, после 45 игр — 44 шайбы. В своём 57-м матче он забил 50-й гол и наконец 12 марта 1966 года во встрече с «Нью-Йорком» забросил рекордную 51 шайбу.
Халл закончил чемпионат с 54 голами и 97 очками — оба показателя стали новыми рекордами НХЛ. Несмотря на высокую результативность Халла и надежную игру голкипера команды Гленна Холла, «Блэкхокс» финишировали в регулярном сезоне лишь вторыми, пропустив вперёд «Монреаль».
В плей-оффе «Чикаго» также поджидала неудача — «ястребы» проиграли уже в полуфинале «Детройт Рэд Уингз», которые затем в финале уступили «Монреалю».

### Турнирная таблица
| # | Команда            | Игр | В  | Н  | П  | ШЗ  | ШП  | Очки |
| - | ------------------ | --- | -- | -- | -- | --- | --- | ---- |
| 1 | Монреаль Канадиенс | 70  | 41 | 8  | 21 | 239 | 173 | 90   |
| 2 | Чикаго Блэкхокс    | 70  | 37 | 8  | 25 | 240 | 187 | 82   |
| 3 | Торонто Мэйпл Лифс | 70  | 34 | 11 | 25 | 208 | 187 | 79   |
| 4 | Детройт Рэд Уингз  | 70  | 31 | 12 | 27 | 221 | 194 | 74   |
| 5 | Бостон Брюинз      | 70  | 21 | 6  | 43 | 174 | 275 | 48   |
| 6 | Нью-Йорк Рейнджерс | 70  | 18 | 11 | 41 | 195 | 261 | 47   |

## Плей-офф

### Обзор
В последние годы «оригинальной шестёрки» НХЛ, уровень хоккея в лиге был на высочайшем уровне. В команды попадали лучшие из лучших игроков и все матчи приносили огромное наслаждение публике. Особенно когда начинался плей-офф.
В 1966 году в седьмой раз за последние 11 лет Кубок завоевали «Монреаль Канадиэнс». В полуфинале клуб из «Монреаля», ведомые своим 34-летним капитаном Жаном Беливо легко в четырёх матчах разгромил «Торонто». В финале «Канадиэнс» понадобилось шесть игр, чтобы обыграть «Детройт», при чём «Рэд Уингз» начали серию с двух побед на льду соперника.
В шестом поединке победную точку для «Монреаля» поставил Генри Ришард, забросив решающую шайбу на третьей минуте овертайм.
Несмотря на поражение, лучшим хоккеистом плей-оффа был признан голкипер «Детройта» Роже Крозье, пропускавший в среднем по 2.17 шайбы за игру в 12 матчах. Самым результативным игроком также стал «рэд уин» — Норм Улльман, набравший 15 очков (6+9).

### 1/2 финала
| - 7 апреля. Чикаго — Детройт 2:1 - 10 апреля. Чикаго — Детройт 0:7 - 12 апреля. Детройт — Чикаго 1:2 - 14 апреля. Детройт — Чикаго 5:1 - 17 апреля. Чикаго — Детройт 3:5 - 19 апреля. Детройт — Чикаго 3:2 Итог серии: Чикаго — Детройт 2-4 | - 7 апреля. Монреаль — Торонто 4:3 - 9 апреля. Монреаль — Торонто 2:0 - 12 апреля. Торонто — Монреаль 2:5 - 14 апреля. Торонто — Монреаль 1:4 Итог серии: Монреаль — Торонто 4-0 |

### Финал
- 24 апреля. Монреаль — Детройт 2:3
- 26 апреля. Монреаль — Детройт 2:5
- 28 апреля. Детройт — Монреаль 2:4
- 1 мая. Детройт — Монреаль 1:2
- 3 мая. Монреаль — Детройт 5:1
- 5 мая. Детройт — Монреаль 2:3 ОТ

Итог серии: Монреаль — Детройт 4-2

## Статистика
По итогам регулярного чемпионата
- Очки

1. Бобби Халл (Чикаго) — 97

- Голы

1. Бобби Халл (Чикаго) — 54

- Передачи

1. Стэн Микита (Чикаго), Бобби Руссо (Монреаль), Жан Беливо (Монреаль) — 48

- Штраф

1. Рег Флеминг (Бостон/Нью-Йорк) — 166

## Индивидуальные призы
| Приз                                                            | Победители                          |
| --------------------------------------------------------------- | ----------------------------------- |
| Харт Трофи (лучшему игроку сезона)                              | Бобби Халл (Чикаго)                 |
| Везина Трофи (лучшему вратарю)                                  | Гамп Уорсли и Чарли Ходж (Монреаль) |
| Джэймс Норрис Трофи (лучшему защитнику)                         | Жак Лаперрье (Монреаль)             |
| Лэди Бинг Трофи (за джентльменскую игру)                        | Алекс Дельвеккио (Детройт)          |
| Калдер Мемориал Трофи (лучшему новичку)                         | Брит Селби (Торонто)                |
| Арт Росс Трофи (лучшему бомбардиру)                             | Бобби Халл (Чикаго)                 |
| Конн Смайт Трофи (лучшему игроку плей-оффа)                     | Роже Крозье (Детройт)               |
| Лестер Патрик Трофи (за выдающийся вклад развития хоккея в США) | Джэк Адамс                          |

## Матч всех звёзд
Не было в этом году.